# Cemitério Judaico de Sulzburg

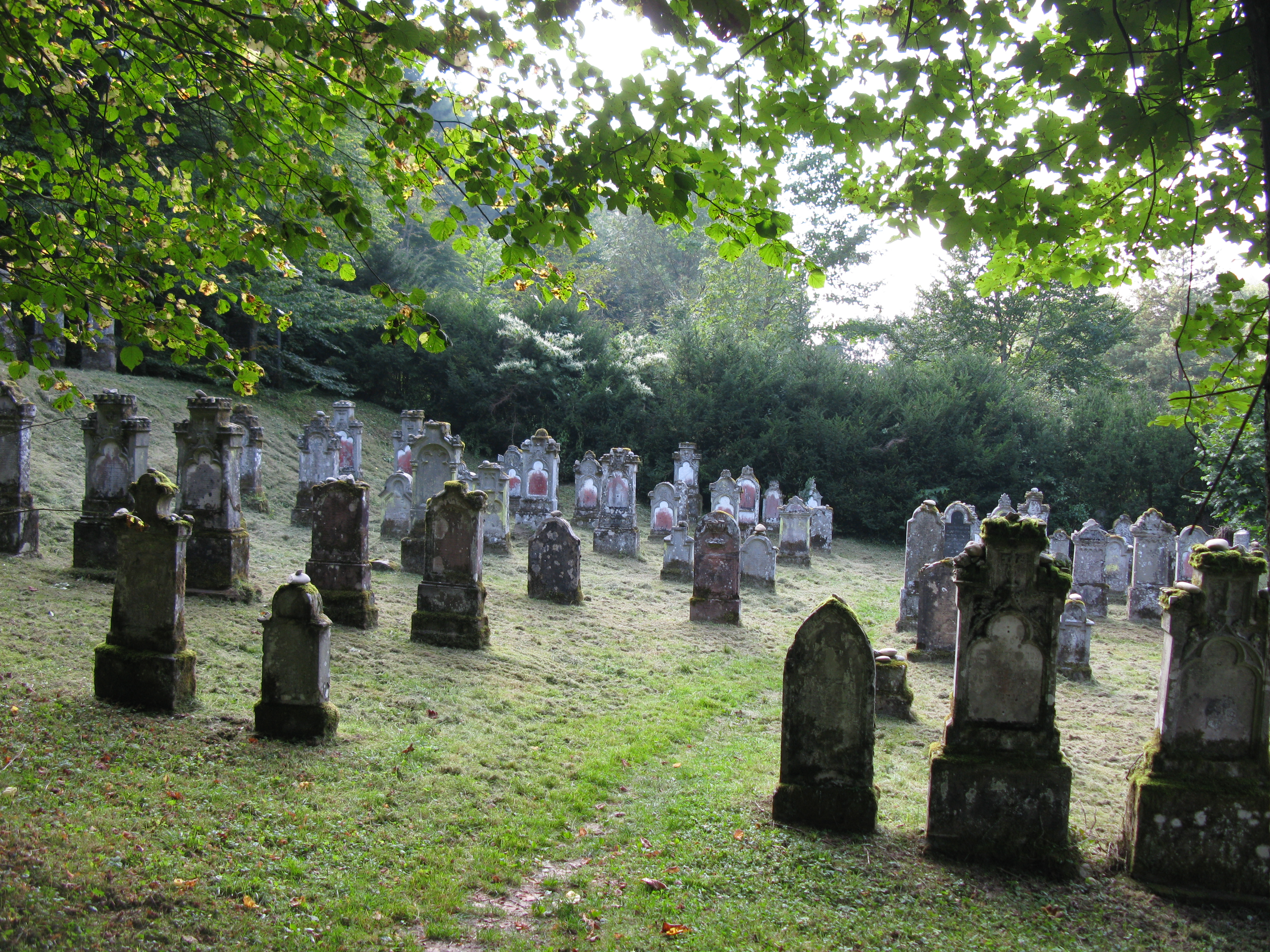
Túmulos no cemitério

O Cemitério Judaico de Sulzburg (em alemão:  jüdischer Friedhof Sulzburg) é um cemitério judaico localizado em Sulzburg, Baden-Württemberg, na Alemanha. É listado como património.

## Localização
O cemitério judaico está localizado na Badstraße na floresta de Berholz.

## História
O cemitério foi provavelmente construído em meados do século XVI. Judeus de Sulzburg e locais vizinhos foram enterrados lá até que um cemitério judaico coletivo foi inaugurado em Lörrach em 1670. Durante várias décadas, nenhum túmulo foi adicionado e o cemitério caiu em ruínas.
Em 1717, o cemitério recuperou o seu papel inicial. Uma pequena sala foi construída nesta época. O cemitério tem 462 túmulos, sendo o mais antigo datável de 1737. Evidências de profanação podem ser vistas na parte moderna do cemitério.
Em 1970, um monumento foi erguido para homenagear as vítimas da perseguição aos judeus no Terceiro Reich.